# Velika Pisanica
Velika Pisanica (srbsky Велика Писаница, maďarsky Nagypisznice) je vesnice a správní středisko stejnojmenné opčiny v Chorvatsku ve Bjelovarsko-bilogorské župě. Nachází se na úpatí pohoří Bilogora, asi 16 km východně od Bjelovaru. V roce 2011 žilo ve Veliké Pisanici 1 065 obyvatel, v celé opčině pak 1 781 obyvatel.
Součástí opčiny je celkem osm trvale obydlených vesnic.
- Babinac – 321 obyvatel
- Bačkovica – 46 obyvatel
- Bedenička – 16 obyvatel
- Čađavac – 81 obyvatel
- Nova Pisanica – 59 obyvatel
- Polum – 39 obyvatel
- Ribnjačka – 154 obyvatel
- Velika Pisanica – 1 065 obyvatel

Opčinou procházejí župní silnice Ž3091 a Ž4002.